# Hermann Schiebel
Hermann Schiebel (* 5. Januar 1896 in Düben; † 1. November 1973 in Bremerhaven) war ein deutscher Kunstmaler und Grafiker.

## Leben
Er war ein Sohn des Landbriefträgers Anton Schiebel und von Helene geb. Schmidt. Schiebel verlebte ab dem zweiten Lebensjahr, auf Grund der Versetzung seines Vaters, seine Jugend in Bitterfeld. Dort besuchte er die Volksschule und nahm sodann eine Lehre als Maler, Lackierer und Tapezierer auf, die er 1914 beendete. Danach schrieb er sich in der Handwerkerschule in Halle für ein Studium der Malerei sowie Grafik ein. Parallel dazu erwarb er die Befähigung zur Vermittlung des Wissens an Lernende. Nach drei Semestern wechselte Schiebel an die Akademie für grafische Künste und Buchdruck in Leipzig über. Von 1916 bis 1918 musste er im Ersten Weltkrieg beim Militär dienen. Danach wieder das Studium aufnehmend, bestand Schiebel, der nebenher schon als Zeichenlehrer tätig war, die dafür erforderliche Prüfung für Volksschullehrer 1920 in Dresden. Daraufhin wechselte er an eine Schule nach Bitterfeld über. Im gleichen Jahr ging er die Ehe mit Charlotte Hofmann ein. 1925 erwarb Schiebel in Kassel die Zeichenlehrerberechtigung für Mittelschulen, worauf er an eine derartige Schule überwechselte. 
In der Zeit des Nationalsozialismus war Schiebel u. a. Mitglied der Reichskammer der bildenden Künste. 1934 wurde ihm die Leitung der Kunstgewerbeschule Burg Giebichenstein in Halle anvertraut. Zwei Jahre darauf übernahm er die Leitung des Kunst- und des Gewerbevereins Halle sowie in Nebentätigkeit (bis 1939) des Moritzburgmuseums. 1945 wurde er wegen seiner Mitgliedschaft in der NSDAP beurlaubt und 1946 endgültig des Postens enthoben, aber nicht weiter behelligt. In der Folge war er als freischaffender Künstler in Halle tätig. Auf Grund der politischen und kulturellen Entwicklung sah Schiebel zunehmend in der DDR keine künstlerische Entfaltungsmöglichkeit mehr für sich und siedelte darum 1951 in die BRD über. Hier fand er in Bremerhaven eine neue Heimat, wo er bis zur Pensionierung 1961 als Zeichenlehrer arbeitete. Danach Kunststudenten betreuend, schied er 1970 als Oberstudienrat endgültig aus dem Dienst. 
Er wurde in Lehe beigesetzt.

## Künstlerisches Schaffen
Schiebels künstlerisches Schaffen, welches ihn sein Leben lang begleitete, aber in den 20er und 30er Jahren am fruchtbarsten war, ließ nahezu 2000 Werke (zumeist mit dem Namen, aber auch HS signiert!) entstehen. Dazu zählten Arbeiten der Malerei, Zeichnung und insbesondere Grafik (Holzschnitte, Holzstiche, Radierungen, Kupferstiche, Kaltnadelradierungen). Viele dieser Arbeiten wurden insbesondere in der genannten besonderen Schaffensperiode über den sonst üblichen Namen hinaus bekannt, da sie in verschiedenen Veröffentlichungen, insbesondere Jahrbüchern und dergleichen, des mitteldeutschen Raumes gedruckt erschienen. Aber auch in Zeitschriften, Broschüren, Festschriften, Chroniken, ja selbst auf Notgeldscheinen (für: Düben, Bitterfeld, Brehna, Gräfenhainichen, Zörbig) gab man sie wieder. Neben diesen Bildern des mitteldeutschen Raumes, inbegriffen von Halle und Umfeld sowie ab 1951 seiner neuen Heimat an der Unterweser, fertigte er auch überregional wirkende Werke an. Dazu gehörten u. a. Porträts für eine Bildserie „Große Deutsche“ (1936), 15 Kupferstiche für eine Mappe zu Ehren Goethes (1949) und Radierungen für einen Beethoven-Kalender (1950). Insgesamt erschienen zeitlebens etwa 1500 seiner Grafiken in Veröffentlichungen gedruckt; damit war er wohl der produktivste und bekannteste mitteldeutsche Künstler. Auch heute noch werden seine Bilder gehandelt und gesammelt.

## Nachgewiesene Teilnahme an Ausstellungen in der Zeit des Nationalsozialismus
(Quelle: Kunst des frühen 20. Jahrhunderts …)
- 1936: Leipzig, Museum der Bildenden Künste („Deutsche Graphikschau“)
- 1937: Berlin, Haus der Kunst („Graphik und Kleinplastik“)
- 1940: Halle/Saale, Städtisches Moritzburg-Museum („Graphik und Kleinplastik“)